# Andrijana
Andrijana ist ein Vorname.

## Herkunft und Bedeutung
Der Name ist die weibliche Form des vor allem im Kroatischen und Serbischen verwendeten Namens Andrija.

## Bekannte Namensträgerinnen
- Andrijana Stipaničić (* 1981), kroatische Biathletin